# Sportclub Preußen 06 Münster
Il Preußen Münster (nome completo Sportclub Preußen 06 e.V. Münster), è una società calcistica tedesca di Münster, città della Vestfalia. Milita nella 2. Bundesliga, la seconda divisione del calcio tedesco.

## Storia

### Dalla fondazione fino al 1963
Il club fu fondato con il nome di FC Preussen il 30 aprile 1906, da un gruppo di studenti del gymnasium "Johann-Conrad-Schlaun". Assunse l'attuale denominazione nel 1920 e iniziò a giocare nel 1928 in seconda divisione.
Nel 1933 il Preussen avanzò in Gauliga Westfalen, una delle sedici massime divisioni create nello stesso anno dal Terzo Reich. Terminò tutti campionati a metà classifica e retrocesse due volte. La retrocessione del 1941 lo lasciò fuori dalla prima divisione fino alla fine della Seconda guerra mondiale.
La squadra giocò tre stagioni in Landesliga Westfalen Gr. 2 (II) prima di venire promossa in Oberliga West nel 1948. L'arrivo in massima serie creò scalpore in tutta la Germania, in quanto essa fu la prima società tedesca a costruire una squadra con giocatori pagati, quando a quel tempo la Nazione era propensa più per lo sport amatoriale che per quello a livello professionistico. Siegfried Rachuba, Adolf Preissler, Rudolf Schulz, Felix Gerritzen, e Josef Lammers furono chiamati dalla stampa tedesca con il nomignolo di "linea da centomila marchi".
La squadra, grazie agli investimenti fatti, partecipò alla finale del campionato 1951 contro il Kaiserslautern davanti ai 107.000 spettatori dell'Olympiastadion; le "aquile" tuttavia persero 1-2.

### Membro fondatore della Bundesliga
La permanenza ininterrotta in Oberliga West dal 1953 al 1963, con il conseguimento di risultati finali da media classifica, permise alla squadra l'ingresso nella prima edizione della Bundesliga. L'avventura, fu però breve, in quanto il Preussen nello stesso anno si classificò al quindicesimo posto, retrocedendo.

### Dal 1964 ad oggi
Dopo l'esperienza in Bundesliga, per tutti gli anni sessanta e settanta la compagine giocò sempre in seconda divisione (Regionalliga West (1963-1974), Zweite Bundesliga Nord). Scivolò in terza divisione nella stagione 1981-82, chiamata a quel tempo Amateur Oberliga Westfalen, e vi giocò sempre fino al 2006, eccetto un paio di anni passati in Zweite Bundesliga nel 1990 e nel 1991.
Nel 1994 il Preussen vinse la Coppa di Germania Amatori, battendo in finale 1-0 il Kickers Offenbach.
Il 6 maggio 2011, con la vittoria casalinga per 3-0 contro il Borussa Mönchengladbach II, la squadra ha conquistato la promozione matematica dalla Regionalliga alla 3. Liga. Al termine della stagione, la squadra ha vinto il girone occidentale della Regionalliga con 72 punti, 10 in più della seconda, l'Eintracht Trier.

## Giocatori celebri
- Christoph Metzelder

## Rosa 2024-25
| N. |                        | Ruolo | Calciatore         |
| -- | ---------------------- | ----- | ------------------ |
| 1  | Germania (bandiera)    | P     | Nils Körber        |
| 2  | Francia (bandiera)     | D     | Stéphane Tritz     |
| 5  | Germania (bandiera)    | D     | Fabian Menig       |
| 6  | Paesi Bassi (bandiera) | D     | Thomas Kok         |
| 7  | Germania (bandiera)    | C     | Lucas Cueto        |
| 8  | Germania (bandiera)    | C     | Michele Rizzi      |
| 10 | Polonia (bandiera)     | A     | Martin Kobylański  |
| 11 | Germania (bandiera)    | A     | Tobias Rühle       |
| 13 | Germania (bandiera)    | D     | Ole Kittner        |
| 15 | Germania (bandiera)    | D     | Simon Scherder     |
| 16 | Germania (bandiera)    | A     | Tobias Warschewski |
| 17 | Germania (bandiera)    | C     | Nico Rinderknecht  |
| 18 | Germania (bandiera)    | C     | Lennart Stoll      |

| N. |                     | Ruolo | Calciatore                 |
| -- | ------------------- | ----- | -------------------------- |
| 20 | Germania (bandiera) | C     | Philipp Hoffmann           |
| 21 | Germania (bandiera) | C     | Danilo Wiebe               |
| 22 | Germania (bandiera) | D     | Dominik Schad              |
| 23 | Turchia (bandiera)  | A     | Malik Batmaz               |
| 25 | Germania (bandiera) | D     | Lion Schweers              |
| 26 | Germania (bandiera) | D     | Sebastian Mai              |
| 27 | Germania (bandiera) | A     | Moritz Heinrich            |
| 28 | Ungheria (bandiera) | A     | András Németh              |
| 29 | Germania (bandiera) | D     | Jeron Al-Hazaimeh          |
| 35 | Germania (bandiera) | P     | Maximilian Schulze Niehues |
| 37 | Germania (bandiera) | P     | Luis Klante                |
| 39 | Germania (bandiera) | A     | Charalambos Makridis       |

## Palmarès

### Competizioni nazionali
- Fußball-Regionalliga: 2

2010-2011 (Regionalliga Ovest), 2022-2023 (Regionalliga Ovest)

### Altri piazzamenti
- Campionato tedesco:

Secondo posto: 1950-1951
- 2. Fußball-Bundesliga:

Terzo posto: 1975-1976 (girone Nord), 1977-1978 (girone Nord), 1978-1979 (girone Nord)
- 3. Liga:

Secondo posto: 2023-2024
- Oberliga West:

Secondo posto: 1950-1951

### Partecipazione ai campionati
| Livello | Categoria                          | Partecipazioni | Debutto       | Ultima stagione | Totale |
| ------- | ---------------------------------- | -------------- | ------------- | --------------- | ------ |
| 1º      | A-Klasse, Oberliga, Gauliga        | 16             | 1913-1914     | 1940-1941       | 34     |
| 1º      | Westfalenliga                      | 2              | 1945-1946     | 1946-1947       | 34     |
| 1º      | Oberliga                           | 15             | 1948-1949     | 1962-1963       | 34     |
| 1º      | Bundesliga                         | 1              | 1963-1964     | 1963-1964       | 34     |
| 2º      | 2. Bezirksklasse, 1. Bezirksklasse | 7              | 1928-1929     | 1943-1944       | 29     |
| 2º      | Landesliga                         | 1              | 1947-1948     | 1947-1948       | 29     |
| 2º      | Regionalliga                       | 10             | 1964-1965     | 1973-1974       | 29     |
| 2º      | 2. Bundesliga                      | 11             | 2. Bundesliga | 2025-2026       | 29     |
| 3º      | Oberliga                           | 11             | 1981-1982     | 1993-1994       | 33     |
| 3º      | Regionalliga                       | 12             | 1994-1995     | 2005-2006       | 33     |
| 3º      | 3. Liga                            | 10             | 2011-2012     | 2023-2024       | 33     |
| 4º      | Oberliga                           | 2              | 2006-2007     | 2007-2008       | 8      |
| 4º      | Regionalliga                       | 13             | 2008-2009     | 2022-2023       | 8      |